# 国際裁判官協会
国際裁判官協会（）は、裁判官の全世界的な、専門的かつ非政治的な国際組織。1953年にオーストリアのザルツブルクで設立され、本部はイタリアのローマに在する。

## 概要
IAJの目的は法の支配と司法の独立を推進することである。メンバーは約94か国の裁判官協会、あるいは代表グループで構成されている 。 
もっとも古く、もっとも権威のある国際的な裁判官組織で、 人権の保証する機関として司法の独立に焦点としており、その立場から欧州評議会、国際労働機関及び、国際連合経済社会理事会の常任組織である。 また、憲法、民事、刑事、労働法に関する4つの調査委員会を基幹とする司法教育も推進している。
理事会のメンバーは6大陸全てから着任する8名である。総会は全94か国が参加する中央評議会によって行われる。2017年の年次総会はチリのサンティアゴで開催され、新たに全9条からなる国際裁判官憲章が採択された。 

## 国際裁判官憲章
構成
- 序文
- 第1条 総則
- 第2条 外部からの独立性
- 第3条 内部における独立性
- 第4条 採用及び修習
- 第5条 任官、昇進及び評価
- 第6条 倫理
- 第7条 規律
- 第8条 報酬、社会的保護及び退職
- 第9条 適用範囲